# Rekenpenning

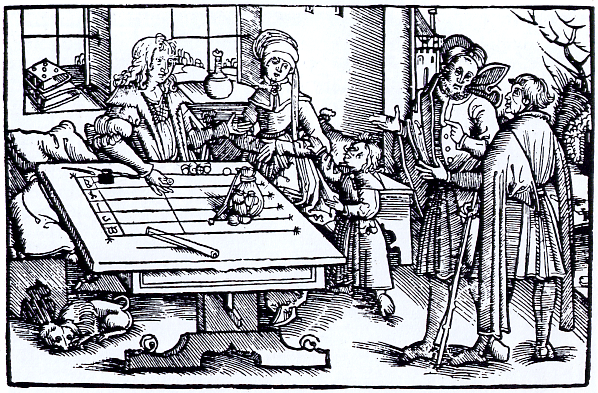
Rekenbord

Een rekenpenning is een penning gebruikt om met behulp van een rekenbord (of rekendoek) te kunnen rekenen. Dit gebeurde tot in Europa tot in de zeventiende eeuw. De penning nam een waarde aan afhankelijk van het vak waar hij op geplaatst was. Het rekenbord was een veelgebruikt rekenhulpmiddel voor de boekhouding. Men rekende in die tijd nog vaak met romeinse cijfers en het getal nul was nog nauwelijks bekend.
Voor rekenpenning wordt ook vaak het Franse woord jeton of het Engelse woord token gebruikt, hoewel met jeton of token nu meer soorten penningen worden bedoeld dan alleen rekenpenningen.
Ten tijde van de Tachtigjarige Oorlog werden de rekenpenningen vaak voorzien van politieke afbeeldingen. Hieronder een afbeelding van een rekenpenning uit 1575, vervaardigd in de zuidelijke Nederlanden. Merk op dat in de tekst het oud-Franse woord "gectoir" wordt gebruikt, dat later overging in jeton.

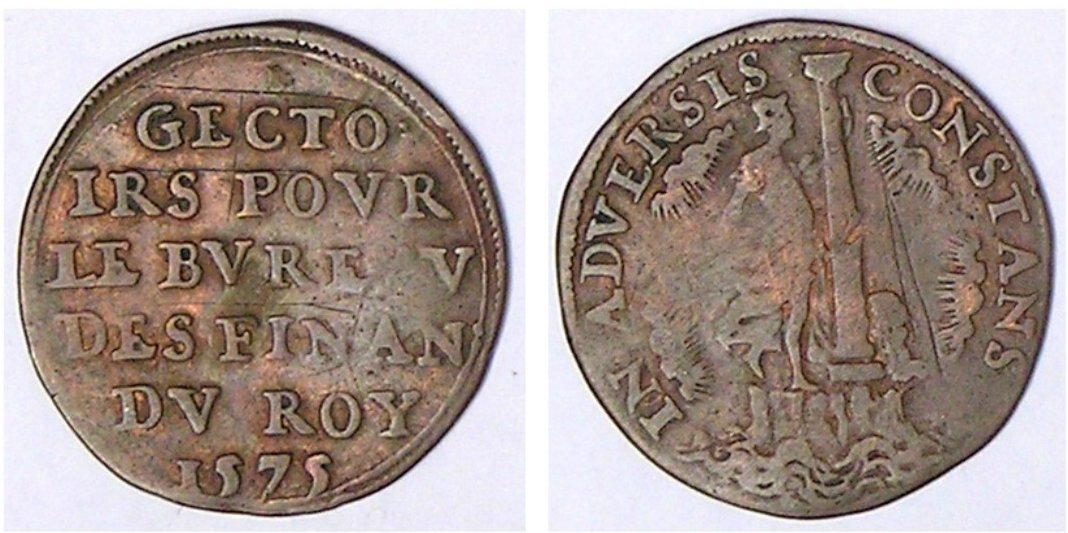
Jeton uit 1575 voor een van de bureaus van financiën van koning Philips II met een symbolische verwijzing naar de (van hem in geloofszaken verwachte) gelijkmatigheid